# Fluckita
La fluckita és un mineral de la classe dels fosfats. Rep el nom en honor de Pierre Fluck (29 d'octubre de 1947), de la Universitat Louis Pasteur, a Estrasburg, i posteriorment la Universitat d'Alta Alsàcia, qui va descobrir el primer exemplar de l'espècie.

## Característiques
La fluckita és un arsenat de fórmula química CaMn²⁺(AsO₃OH)₂(H₂O)₂. Va ser aprovada com a espècie vàlida per l'Associació Mineralògica Internacional l'any 1978, sent publicada per primera vegada el 1980. Cristal·litza en el sistema triclínic. La seva duresa a l'escala de Mohs es troba entre 3,5 i 4.
Segons la classificació de Nickel-Strunz, la fluckita pertany a «08.CB - Fosfats sense anions addicionals, amb H₂O, només amb cations de mida mitjana, RO₄:H₂O = 1:1» juntament amb els següents minerals: serrabrancaïta, hureaulita, sainfeldita, vil·lyael·lenita, nyholmita, miguelromeroïta, krautita, cobaltkoritnigita, koritnigita, yvonita, geminita, schubnelita, radovanita, kazakhstanita, kolovratita, irhtemita i burgessita.

## Formació i jaciments
Va ser descoberta a la mina Gabe Gottes, a la localitat de Sainte-Marie-aux-Mines, a l'Alt Rin (Gran Est, França). També ha estat descrita a les veïnes mines de Giftgrube i Sankt Jakob, així com a la localitat de Jáchymov (regió de Karlovy Vary, República Txeca) i a la mina Sterling, a Ogdensburg (Nova Jersei, Estats Units). Aquests indrets són els únics de tot el planeta on ha estat descrita aquesta espècie mineral.